# Instituto Hondureño de Turismo
El Instituto Hondureño de Turismo (IHT) es una entidad fundada en 1953 de derecho público, de carácter permanente, con personalidad jurídica y patrimonio propio, con autonomía administrativa y financiera con sede en Tegucigalpa, Honduras.

## Historia

### sigloXX

#### Fundación
El Instituto Hondureño de Turismo (IHT) fue creado en 1953 durante la administración del presidente Juan Manuel Gálvez y funcionaba bajo la dependencia del Ministerio de Relaciones Exteriores. En 1962, durante la presidencia de Ramón Villeda Morales se renombra a  “El Instituto de Fomento del Turismo” de carácter semiautónomo, supervisado por la a Secretaría de Estado en los Despachos de Gobernación, Justicia y Seguridad Pública. En 1966 se crea la Oficina Coordinadora de Turismo y en 1971 se forma el Consejo Nacional de Turismo.

#### Cambios de nombre
En 1972 vuelve a llamarse Instituto Hondureño de Turismo (IHT) y se le asigna un presupuesto de un millón de Lempiras.
En 1974 se crea la Secretaría de Cultura, renombrándose en 1975 a Secretaría de Estado en los Despachos de Cultura, Turismo e Información. En 1978 se divide en dos, Secretaría de Cultura y Turismo mientras que la secretaria de información pasa a ser parte de la Secretaría de Prensa, dependencia de la presidencia de la República. 

#### Reorganización
En 1998 se utiliza el eslogan: “El Turismo… es una empresa de Todos”, y se establecen varias Secretarías de Estado, entre las que surge Secretaría de Turismo, creada mediante Decreto No.6-98 de fecha 25 de marzo de 1998, conservando siempre su autonomía y sus nuevas siglas SETUR-IHT, El IHT, deja de ser una Dirección para ocupar el cargo de Presidencia Ejecutiva, siendo así elevado a la categoría de Secretaría de Estado en el Despacho de Turismo.

### sigloXXI
En 2014 la Secretaría de Turismo desaparece y el Instituto Hondureño de Turismo (IHT) pasa a ser una dirección dependiente de la Secretaría de Desarrollo Económico.